# Montevideo Challenger 1999
Il Montevideo Challenger 1999 è stato un torneo di tennis facente parte della categoria ATP Challenger Series nell'ambito dell'ATP Challenger Series 1999. Il torneo si è giocato a Montevideo in Uruguay dall'8 al 14 novembre 1999 su campi in terra rossa.

## Vincitori

### Singolare
Karim Alami ha battuto in finale  Galo Blanco con il punteggio di 6–3, 6–1

### Doppio
Pablo Albano /  Martín García hanno battuto in finale  Diego del Río /  Daniel Orsanic con il punteggio di 6–2, 6–3